# René Dérency
René Dérency (Sochaux, 27 de maio de 1925 - Nantes, 18 de outubro de 1954) foi um basquetebolista francês que integrou a Seleção Francesa na conquista da Medalha de Prata disputada nos XIV Jogos Olímpicos de Verão em 1948 realizados em Londres no Reino Unido.